# Všivec lesní

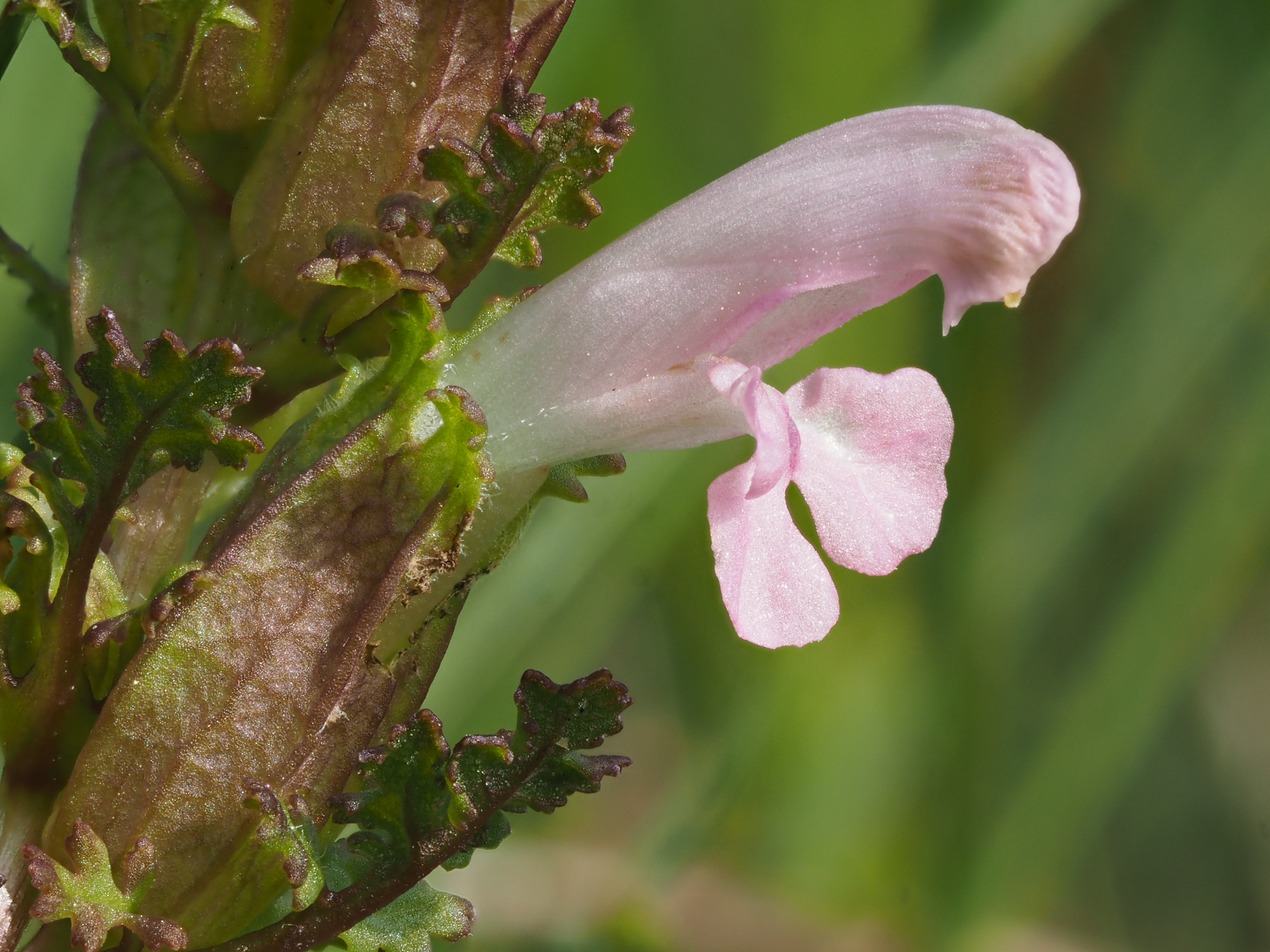
Květ

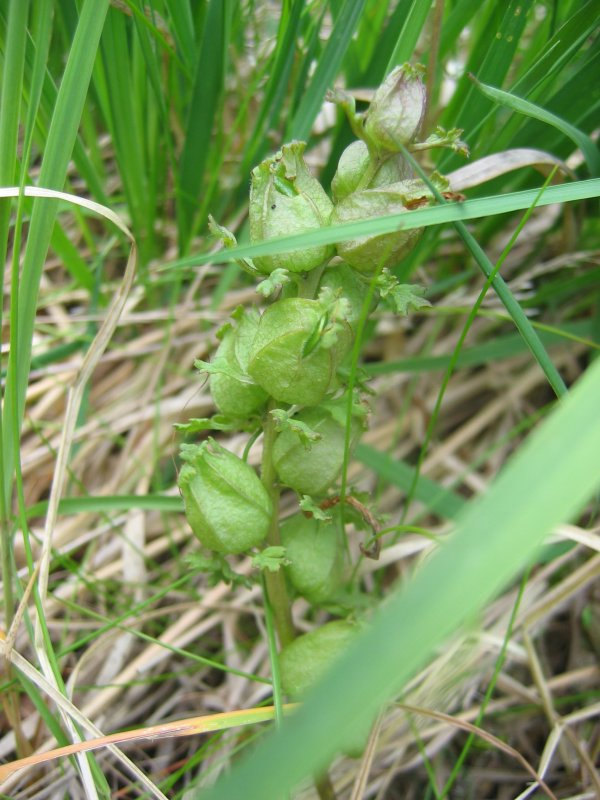
Tobolky

Všivec lesní (Pedicularis sylvatica) je nízká, poloparazitická bylina rostoucí na vlhkých travnatých stanovištích. Druhové jméno "lesní" je poněkud zavádějící, neboť tato silně světlomilná rostlina v českých lesích neroste. Je jedním ze čtyř původních druhů rodu všivec, které se v české přírodě vyskytují. Obdobně jako ostatním druhům všivce mu hrozí vyhynutí.

## Rozšíření
Je původní evropskou rostlinou, která má těžiště výskytu v západní a severní Evropě. Vyskytuje se od jižního Norska a Švédska na severu po Španělsko a Itálii na jihu a od Irska a Francie na západě po Pobaltí a Ukrajinu na východě. V novověku byl všivec lesní zavlečen do Severní Ameriky, do Kanady na ostrov Newfoundland.
V české přírodě roste roztroušeně, frekvence výskytu klesá směrem k jihovýchodu. Jen velmi málo je k vidění v teplých a suchých oblastech na jižní a jihovýchodní Moravě, kde probíhá hranice celkového výskytu. Dále směrem na východ roste jen ojediněle. Nejčastěji lze jej nalézt v suprakolinním až submontánním výškovém stupni, vyjma Sudet. Nejníže je zaznamenán u Olomouce ve 210 m n. m. a nejvýše v Krkonoších na Martinově boudě v 1250 m.

## Ekologie
Je hemikryptofyt rostoucí na vlhkých až mokrých, nebo zrašeliněných nízkostébelných loukách, na pastvinách, vřesovištích a vlhkých písčinách. Půdu potřebuje kyselou, obvykle pod 5 pH, která může být na živiny velmi chudá, ale v místě výskytu je vysoká hladina spodní vody. Nejlépe mu vyhovuje podloží silikátové, např. (žula, flyše nebo písky), na bazickém a vápencovém zcela chybí.
Je poloparazit, který se svými tenkými kořínky napojuje na kořeny parazitovaných bylin, od kterých získává vodu a neústrojné živiny, minerální látky. Semeno si po vyklíčení vytvoří svůj hlavní kořen a roste nejprve samostatně, teprve později tento kořen utvoří postranní kořínky, které se haustorií přisají k parazitovaným kořenům a odčerpávají z nich živiny, o které rostlinu ochuzují. Tímto chováním obírá cizí rostliny o důležité látky pro stavbu těla a ty většinou chřadnou. S ohledem na jeho mizivé počty a výhradní výskyt na neproduktivních místech není považován za škodlivou rostlinu. Je schopen růst i bez této parazitace, což se stává v případě, že nevyklíčil v bezprostřední blízkosti vhodné rostliny; pak ale je zakrslý a téměř nekvete. Každý druh všivce je schopen se spojit jen určitými druhy rostlin. Fenologické optimum je od května do července. Ploidie druhu je 2n = 16.

## Popis
Dvouletá, vzácně víceletá bylina přezimující ve formě zimní růžice listů, která vyrůstá z vřetenovitého, chudě větveného kořene okrové barvy. Hlavní lodyha je přímá, jednoduchá, pouze 10 až 20 cm vysoká, na průřezu oblá a bývá lysá a jen málo olistěná. U její základny vyrůstají, většinou do kruhu rozestavené, postranní větve delší než hlavní lodyha, jsou řídce olistěné, plazivé a některé na koncích vystoupavé. Střídavě vyrůstající listy mají krátké, zploštělé řapíky a jejích podlouhlé čepele jsou asi 2 cm dlouhé a peřenosečně dělené. Úkrojky jsou umístěné vstřícně nebo střídavě a bývají hrubě zubaté s ostře špičatými zuby, jež jsou na vrcholu bílé.
Více než polovinu délky hlavní lodyhy zabírá květenství, řídký hrozen, který je u postranních větví tvořen jen několika květy u konců. Listeny se zploštělým řapíkem jsou podobné listům, spodní jsou delší a horní kratší než květy vyrůstající na 5 mm stopkách z jejích paždí. Květ roste vzpřímeně, má trubkovitý, blanitý, nepravidelně pěticípý, vytrvalý, dvoupyský kalich dlouhý okolo 10 mm, který je po opylení nafouklý. Jeho krátké, na konci ostré cípy jsou nestejné, čtyři postranní jsou nepravidelně zubaté, zadní střední je menší. Koruna dlouhá 15 až 25 mm je trubkovitá, dvoupyská a zbarvená červenofialově až růžově. Její trubka je rovná, horní pysk je přilbovitý a po stranách má dva špičaté zuby, dolní trojlaločný pysk je zřetelně kratší a nazpět odstálý. Ze čtyř, ke koruně přirostlých tyčinek se žlutými prašníky, jsou dvě delší a chlupaté. Svrchní, úzce vejčitý semeník, asi 2 mm velký, má nitkovitou čnělku s hlavatou bliznou. Prašníky ani čnělka z horního pysku nevystupují. Květy bývají opylovány hmyzem, hlavně čmeláky, přilétající pro květní nektar vyměšovaný vespod květu podplodní žlázkou, k opylení je zapotřebí pylu z cizího květu.
Plody jsou elipsoidní, zploštělé, ve zralosti pukající dvoupouzdré tobolky asi 10 mm dlouhé, které jsou blanité, na koncích ostře zašpičatělé a obalené vytrvalým kalichem. Obsahují vejčitá, průměrně 2 mm velká, žlutohnědá semena s dužnatým přívěskem, jež rozšiřuje vítr nebo jsou roznášena mravenci.

## Ohrožení
Všivec lesní je konkurenčně velmi slabý druh, obzvláště je citlivý na stabilní půdní vlhkost a dostatek světla. Vytrácí se ze stanoviště po jeho vysušení nebo zarostení dlouhostébelnými travinami či náletovými dřevinami. V posledních desetiletích je výrazně ustupujícím druhem české květeny. Je proto klasifikován ve "Vyhlášce MŽP ČR č. 395/1992 Sb. ve znění vyhl. č. 175/2006 Sb." i v "Červeném seznamu ohrožených druhů České republiky z roku 2017" v kategoriích Silně ohrožený druh (§2, C2t).